# シャルリー・ゴール

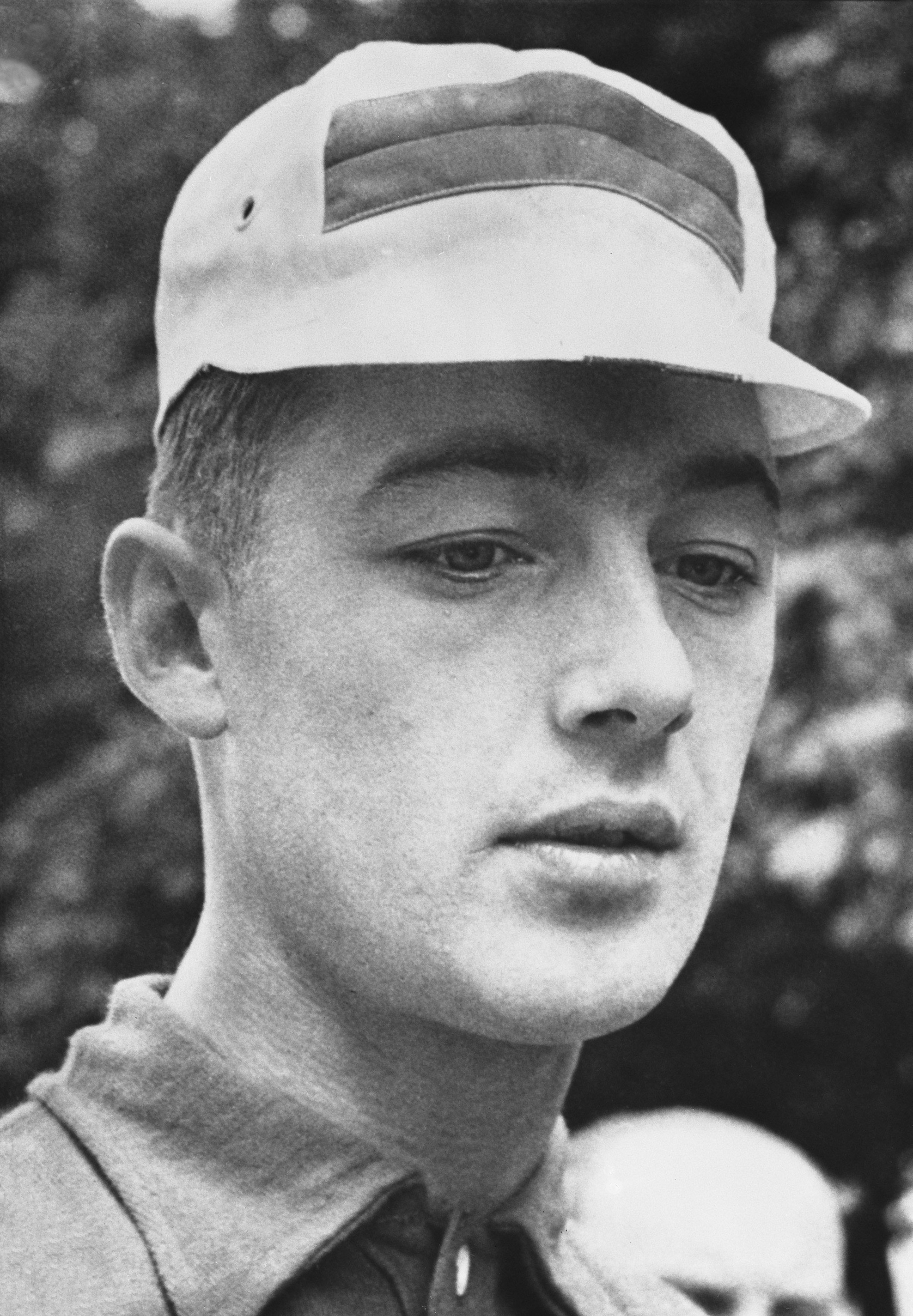
ゴール、1959年

シャルリー・ゴール（Charly Gaul、1932年12月8日 - 2005年12月6日）は、ルクセンブルク・ファフェンタル出身の名自転車競技選手。悪天候への耐性が異常なまでに強く、「山岳の天使」（Angelo della Montage：伊）の異名をとったロードレース史上屈指の山岳王。

## 経歴
自転車競技選手のキャリアは1949年からスタート。1953年から1965年までプロ選手として活躍。1954年の世界自転車選手権プロ・ロードで3位に入り、翌1955年のツール・ド・フランスでも総合3位と健闘した。
1956年、ジロ・デ・イタリアにおいて、猛吹雪で40人以上がリタイアした第21ステージで14位から一気にトップに立ち、最終的には総合2位のフィオレンツォ・マーニに3分27秒の差をつけて総合優勝を果たす。また、山岳賞も受賞した。
1958年のツール・ド・フランス。終盤の第21ステージ・個人タイムトライアルを制し、総合でも前ステージまでトップだったイタリアのヴィト・ファヴェロを交わしてトップに立つ。最後はファヴェロに3分10秒の差をつけて総合優勝を果たした。
翌1959年のジロでは、ジャック・アンクティルと序盤から激しく競り合ったが、終盤の第21ステージでアンクティルからマリアローザを奪い、最後はアンクティルに6分12秒の差をつけて2度目の総合優勝を果たし、また山岳賞も併せて受賞した。
この他、ルクセンブルク国内選手権6回制覇（1956年～1957年、1959年～1962年）を果たし、1954年に創設された、ルクセンブルク スポーツマンオブザイヤーの初代受賞者である他、都合4回同賞を受賞した。また、ジロでは上記の通り2度の山岳賞受賞を果たしているが、ツールでも2回（1955年、1956年）の山岳賞を受賞している。

## 主な戦績
1954年
- 世界自転車選手権プロ・個人ロードレース 3位
- ルクセンブルク スポーツマンオブザイヤー

1955年
- ツール・ド・フランス 総合3位。山岳賞
- ルクセンブルク スポーツマンオブザイヤー

1956年
- ジロ・デ・イタリア 総合優勝。山岳賞
- ツール・ド・ルクセンブルク 総合優勝
- ツール・ド・フランス 山岳賞
-  ルクセンブルク国内選手権 優勝
- ルクセンブルク スポーツマンオブザイヤー

1957年
- ルクセンブルク国内選手権 優勝
- ジロ・デ・イタリア 総合4位

1958年
- ツール・ド・フランス 総合優勝
- ジロ・デ・イタリア 総合3位
- ルクセンブルク スポーツマンオブザイヤー

1959年
- ジロ・デ・イタリア 総合優勝。山岳賞
- ツール・ド・ルクセンブルク 総合優勝
- ルクセンブルク国内選手権 優勝

1960年
- ルクセンブルク国内選手権 優勝
- ジロ・デ・イタリア 総合3位

1961年
- ツール・ド・ルクセンブルク 総合優勝
- ルクセンブルク国内選手権 優勝
- ツール・ド・フランス 総合3位
- ジロ・デ・イタリア 総合4位

1962年
- ルクセンブルク国内選手権 優勝